# Похищение Селимы Исмаиловой
Похищение Селимы Исмаиловой произошло в 2023 году. Исмаилова пыталась покинуть Россию, поскольку подвергалась домашнему насилию со стороны отца, но была задержана российскими силовиками в аэропорту «Внуково» и отправлена в Чечню.

## Биография
Селима Исмаилова родилась в 2003 году в Чечне. В 12 лет вместе с семьей переехала в Германию, где жила с родителями, четырьмя братьями и сестрой в городе Эстрих-Винкель. По данным издания «Кавказ.Реалии», «родители часто ссорились, дочка подвергалась насилию из-за конфликтов с матерью». По данным РФО «ОНА», Исмаилова сообщала о домашнем насилии сотрудникам Управления по делам молодёжи Германии, но мать угрозами заставила её отказаться от своих слов.
Летом 2021 года отец Исмаиловой увёз её в Чечню, к бабушке в город Ачхой-Мартан. По данным СМИ, в Чечне отец продолжил избивать её, периодически уезжая на работу в Германию. Кризисная группа «СК SOS» опубликовала голосовые сообщения, в которых он угрожал «посадить её в инвалидное кресло», «переломать все конечности» и убить.
5 марта 2023 года правозащитная группа «Марем» помогла Исмаиловой сбежать от родственников и покинуть Чечню. Исмаилова написала заявление в полицию, что делает это добровольно и разыскивать её не нужно. Адвокат Исмаиловой сообщал, что Исмаилову объявили в федеральный розыск как без вести пропавшую. Правозащитные организации помогли Исмаиловой оформить документы для выезда в Европу.

## Похищение
12 июня 2023 года Исмаилова была задержана в московском аэропорту «Внуково» при попытке улететь в Германию. Официальное обоснование задержания — уголовное дело по обвинению в краже 85 тысяч рублей у родственников. По данным адвоката Исмаиловой, она была в розыске как без вести пропавшая, но не по уголовному делу. СМИ называют такое задержание похищением.
Исмаилову на протяжении дня держали в отделении полиции, после чего ей стало плохо и её забрала скорая. На следующий день Исмаилову передали сотрудникам МВД Чечни и до 7 июля её судьба оставалась неизвестной. Петиция с требованием найти Исмаилову собрала 23 тысячи подписей.
7 июля 2023 года телеканал «Грозный» опубликовал репортаж, в котором уполномоченный по правам человека в Чечне Мансур Солтаев задавал Исмаиловой короткие вопросы, а она на камеру заявила, что её не обижают. Также она заявила на чеченском языке, что хочет, чтобы её оставили в покое. Солтаев заявил, что Исмаилова живёт в Чечне с бабушкой, тётей и отцом, который «её очень любит», и что Исмаиловой ничего не угрожает. Он заявил, что «агенты Запада», настроенные на «дискредитацию Кавказа и всей России», подговорили её на побег из семьи. В репортаже ничего не говорится про уголовное дело о краже, которое было предлогом для её задержания.
Основательница правозащитного проекта «Марем» Светлана Анохина характеризует похищение Исмаиловой в один ряд со случаями Луизы Дудуркаевой и Халимат Тарамовой из Чечни и Лейлы Гиреевой из Ингушетии, которые также были возвращены в их регионы. Она считает, что Исмаилову держат против её воли и потому она будет «улыбаться и говорить, что с ней всё хорошо».